# Ro Hak-su
Ro Hak-su (ur. 19 stycznia 1990 w Pjongjangu) – północnokoreański piłkarz występujący na pozycji obrońcy.

## Kariera
Ro Hak-su od początku swojej kariery związany jest z północnokoreańskim klubem Rimyongsu. W 2008 roku zadebiutował w seniorskiej reprezentacji Korei Północnej. Został powołany do kadry na AFC Challenge Cup 2008 w którym strzelił dwa gole oraz na Puchar Azji w Piłce Nożnej 2015, w którym wystąpił w dwóch z trzech meczów.